# Salima Ghezali
Salima Ghezali, född 1958 i Bouira i Algeriet, är en algerisk feministisk journalist och författare.
Ghezali är redaktör för, och en av grundarna av, kvinnotidskriften NYSSA och den franskspråkiga algeriska veckotidningen La Nation.